# Aleksa Avramović
Aleksa Avramović (cyr. Алекса Аврамовић; ur. 25 października 1994 w Čačaku) – serbski koszykarz, reprezentant kraju, brązowy medalista olimpijski z Paryża 2024, wicemistrz świata.

## Kariera

### Kariera reprezentacyjna
W reprezentacji zadebiutował podczas eliminacji do Mistrzostw Świata 2019. Reprezentował Serbię podczas Mistrzostw Świata 2023, gdzie Serbowie wywalczyli wicemistrzostwo oraz w 2024 podczas Igrzysk Olimpijskich w Paryżu, gdzie Serbowie zdobyli brązowe medale.

### Kariera klubowa
W koszykówce seniorskiej jego pierwszym klubem był mieszczący się w jego rodzinnym mieście Borac Čačak (Košarkaška Liga Srbije, sezon 2013–2014), następnie OKK Belgrad (sezon 2014–2015) i ponownie Borac Čačak (sezon 2015–2016). W 2016 opuścił ligę serbską, wiążąc się do 2019 z Pallacanestro Varese, grającą w Lega Basket A. Następnie grał w Liga ACB w drużynach Unicaja Málaga (sezon 2019–2020) i CB Estudiantes (sezon 2020–2021). W 2021 powrócił do Serbii, zostając zawodnikiem KK Partizan Belgrad. Od 2024 gra w PBK CSKA Moskwa (VTB United League).